# El Porvenir, Francisco I. Madero (Hidalgo)
El Porvenir är en ort i Mexiko.   Den ligger i kommunen Francisco I. Madero och delstaten Hidalgo, i den sydöstra delen av landet, 90 km norr om huvudstaden Mexico City. El Porvenir ligger 1 997 meter över havet och antalet invånare är 203.
Terrängen runt El Porvenir är kuperad söderut, men norrut är den platt. Runt El Porvenir är det ganska tätbefolkat, med 78 invånare per kvadratkilometer. Närmaste större samhälle är San Salvador, 10,3 km nordost om El Porvenir. Omgivningarna runt El Porvenir är i huvudsak ett öppet busklandskap.